# Analizzatore logico

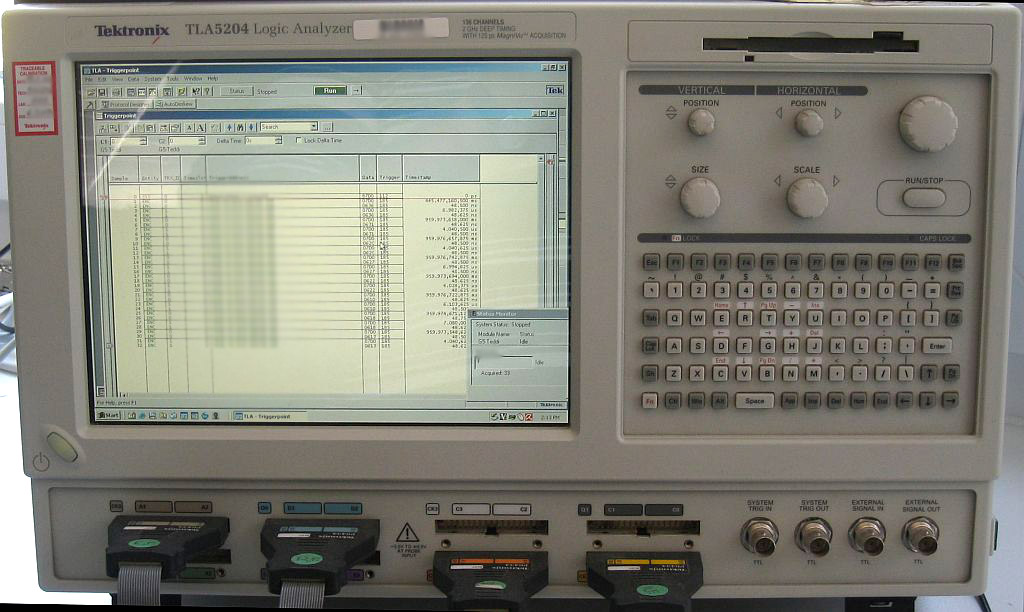
Un analizzatore logico Tektronix TLA5204

Un analizzatore logico è uno strumento di analisi elettronica che consente di visualizzare i segnali di un circuito digitale. Un analizzatore logico può convertire i dati catturati in diagrammi temporali, decodifiche di protocolli, stati di una macchina a stati finiti o linguaggio assembly.
L'analizzatore logico consiste in uno schermo dove visualizzare i dati, un convertitore analogico-digitale e di un microprocessore per elaborare i segnali digitali così acquisiti. Quello che lo differenzia da un comune oscilloscopio è la capacità di analizzare e memorizzare segnali aperiodici.
Per l'acquisizione di segnali multipli, l'analizzatore logico è dotato di più canali, collegabili a diversi punti del circuito in esame, in modo da visualizzare i valori logici nello stesso dominio temporale.
Spesso gli analizzatori logici necessitano di una condizione di attivazione (trigger condition) per iniziare l'acquisizione come la discesa o salita di uno dei segnali monitorati.

## Usi
L'analizzatore logico è usato in tutta una serie di contesti in cui è necessario analizzare un protocollo fisico in un circuito digitale. Un esempio può essere l'analisi del protocollo I²C.